# Gottfried Zieger
Gottfried Zieger (* 6. April 1924 in Dresden; † 5. Januar 1991 in Göttingen) war ein deutscher Rechtsgelehrter. Er war unter anderem als Professor für Völker-, Staats- und Europarecht sowie Recht der Internationalen Wirtschaft und Ostrecht tätig.

## Leben
Zieger war der Sohn von Marka Zieger, geborene Ringel, und des Juristen und Senatspräsidenten Walther Zieger und damit Enkel des Döbelner Arztes Paul Zieger. Von 1942 bis 1945 diente er bei der Wehrmacht. Anschließend studierte er an der Universität Leipzig Rechtswissenschaft. Als Assistent von Hans-Otto de Boor wurde er 1949 zum Dr. jur. promoviert. Nach der Referendarausbildung und dem Assessorexamen war ab 1952 Zivilrichter (Kreisgerichtsdirektor) in Leipzig. Aus politischen Gründen floh er 1956 in die Bundesrepublik Deutschland. Als Mitarbeiter von Georg Erler habilitierte er sich 1968 an der Georg-August-Universität Göttingen. Er erhielt die Venia legendi für Staatsrecht, Recht der Europäischen Gemeinschaften und Internationales Wirtschaftsrecht. In Göttingen war er von 1970 bis 1989 Direktor des Instituts für Internationales Recht und Öffentliches Recht. 1971 wurde er zum Professor ernannt. Er war 1976/77 Dekan der Juristischen Fakultät Göttingen und bis zu seinem Tod ehrenamtlich geschäftsführendes Vorstandsmitglied des Göttinger Arbeitskreises e.V.
Gottfried Zieger war evangelisch, an 1952 mit der promovierten Andrea Zieger, geborene Backhaus, verheiratet und hatte mit ihr die Kinder Michael, Martin und Christoph Zieger.

## Gremien
- Leiter des Verfassungsausschusses des Königsteiner Kreises (seit 1974)
- Vorsitzender des Vorstandes des Königsteiner Kreises (1984–1988)
- Mitglied des Vorstands der Gesellschaft für Deutschlandforschung
- Beratung des Bundesministeriums für innerdeutsche Beziehungen
- Kuratorium der Kulturstiftung der deutschen Vertriebenen
- Geschäftsführendes Vorstandsmitglied des Göttinger Arbeitskreises (1988–1991)

## Ehrungen
- 1985: Bundesverdienstkreuz am Bande
- 1980: Plakette für Verdienste um den Deutschen Osten und das Selbstbestimmungsrecht des Bundes der Vertriebenen

## Schriften (Auswahl)
- Die Atlantik-Charta. Hannover 1963.
- Alliierte Kriegskonferenzen 1941/43. Hannover 1964.
- Die Teheran-Konferenz 1943. 1967.
- Das Staatsbürgerschaftsgesetz der DDR. Frankfurt am Main / Berlin 1969.
- Das Grundrechtsproblem in der Europäischen Gemeinschaft. 1970.
- Der Warschauer Pakt. Hannover 1974.
- Die Vereinten Nationen. Hannover 1976.
- Fünf Jahre Grundvertragsurteil des Bundesverfassungsgerichts. 1979.
- Finanzierung und Währungsprobleme des Ost-West-Wirtschaftsverkehrs. 1979.
- Funktion und Bedeutung internationaler Wirtschaftsorganisationen in der künftigen Weltmarktordnung. Göttingen 1979. ISBN 3-509-01124-4.
- Deutsch-rumänische Wirtschaftskooperation. 1980.
- Rechtliche und wirtschaftliche Beziehungen zwischen den Integrationsräumen in West- und Osteuropa. 1980.
- Deutschland und die Vereinten Nationen. 1981.
- Recht, Wirtschaft, Politik im geteilten Deutschland. Festschrift für Siegfried Mampel. Köln 1983.
- Deutschland als Ganzes. Rechtliche und historische Überlegungen. Festschrift für Herbert Czaja. Köln 1985. ISBN 978-3-8046-8665-6
- Die Haltung von SED und DDR zur Einheit Deutschlands. Köln 1988. ISBN 978-3-8046-8708-0